# Китова алея

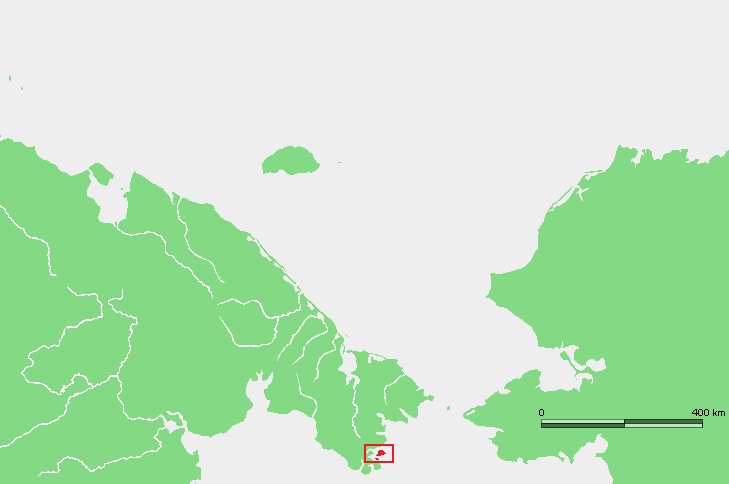
Розташування Китової алеї.

Китова алея — археологічна пам'ятка, святилище древніх ескімосів на острові Ітирган в протоці Синявіна на Чукотці (Росія). Відкритий в 1976 році М. А. Членовим, співробітником Інституту етнографії АН СРСР. Комплекс складається із двох рядів вкопаних кісток гренландських китів. Для будівництва використано 50-60 черепів, 30 щелеп китів, сотні різного розміру каменів. Пам'ятка датується періодом пізнього Пунука, XIV—XVI століття.

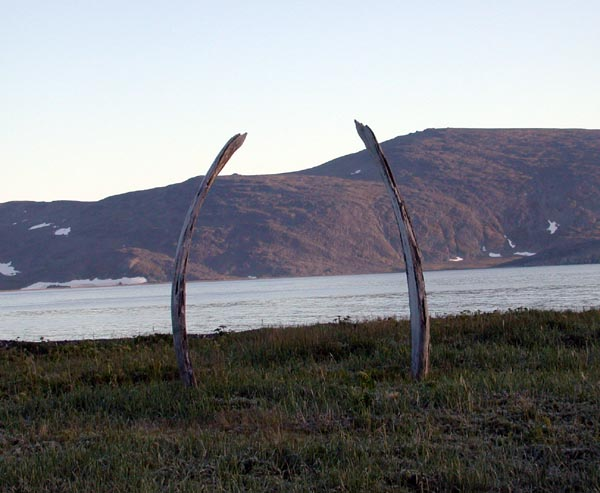
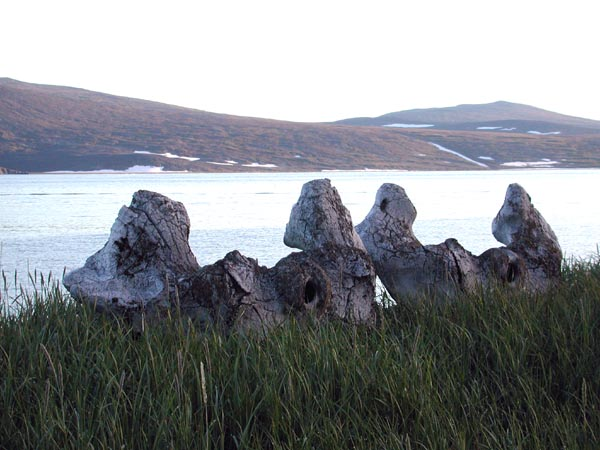
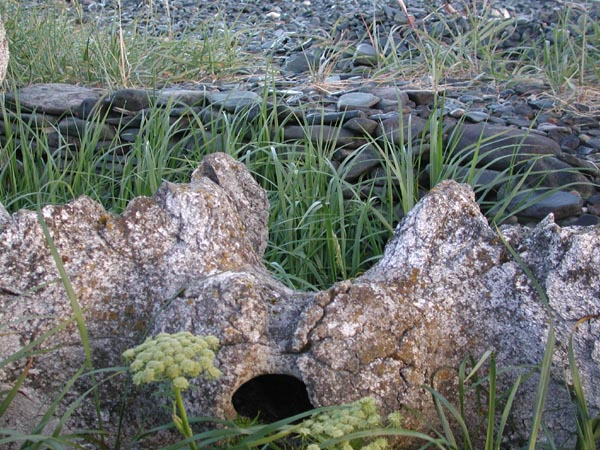